# Романски народи
Романските народи (с етимология от латинското име на Рим – Roma), наричани още романоезични, са третата основна група народи в Европа след славянските и германски народи, чийто общ произход е по-скоро лингвистично (от романските езици) и културно-антропологично обособен, отколкото чисто етнически.
Романски народи е общо понятие, включващо редица географски и етнически раздалечени народи, обединени от съвместното им историческо и културно развитие в рамките на Римската империя. От края на 15 век с Великите географски открития, основно испанците и португалците колонизират американския материк, на основата на който цивилизационен процес възниква понятието за Латинска Америка. В днешния глобализиращ се свят близо 1 милиард души са обединени въз основа на римското историческо и културно наследство под знаменателя романски народи, като около 2/3 от тях (приблизително 600 милиона) живеят в Латинска Америка на териториите на бившите Испанска и Португалска империи, а останалите романски народи населяват Европа – това са италианците, испанците, французите, португалците и т.н. Третият говорим език в света – испанският е от групата на романските езици.
Цивилизационната основа, на която се формира понятието за романски езици, а оттук и за романски народи, е латинският език в Римската империя.
По отношение на тези понятия на унификация и стандартизация съществува сериозна научна критика , понеже се е ползвала и за чисто политико-спекулативни цели. Примерно в периода около Кримската война, френската външна политика по времето на Наполеон III с цел да обедини на тази основа дунавските княжества, като същевременно ги раздалечи от Руската империя, прокарва културна линия на рероманизация на румънците, изтласквайки румънската кирилица от употреба (румънците по вероизповедание са православни християни, а до 16 век официален език на територията на Влашко и Молдова са последователно старобългарският и среднобългарският език).

## Романски общности след Древен Рим
След края на Западната Римска империя, свършила под ударите на германските племена, се оформят четири основни романски общности:
- Гало-римляни, от които по-късно се формира съвременната френска нация с близките валонци, франко-провансалци, франко-швейцарци и по-късно франко-канадци, франко-акадци, франко-креалци в Новия свят, Африка и Океания.
- Иберо-романски народи, включващи кастилците, галисийците, каталонците, арагонците и въобще всички етнически групи на Пиренейския полуостров (с изключение на баските) и в колонизираните от Испания и Португалия – Латинска Америка, Африка, Азия и Океания.
- Балкано-романски народи, включващи влашките общности на Балканите и северно в днешна Румъния и Молдова.
- Итало-романски народи, включващи италианци, сицилианци, реторомани, провансалци, далматинци и т.н.

В хода на средновековната история редица по-големи романски народи постепенно са асимилирали по малките, примерно французите Прованса, гасконците и валонците. Каталонците след обединението на Испания заемат водеща позиция на полуострова, а италианците абсорбират сицилианците, въпреки че и до днес съществуват редица предимно културни различия между водещите и другите по-малки романски общности в Испания, Италия, Франция.